# Mörskär
Mörskär este o arie protejată (arie specială de conservare — SAC, sit de importanță comunitară — SCI) din Finlanda întinsă pe o suprafață de 804,43 ha, integral pe uscat.

## Localizare
Centrul sitului Mörskär este situat la coordonatele 59°46′15″N 21°09′28″E / 59.770833°N 21.157778°E.

## Înființare
Situl Mörskär a fost declarat sit de importanță comunitară în octombrie 1997 pentru a proteja 1 specie de animale. Situl a fost protejat și ca arie specială de conservare în decembrie 2015.

## Biodiversitate
Situată în ecoregiunea boreală, aria protejată conține 2 habitate naturale: Insulițe și insule mici din Baltica boreală, Recifuri.
La baza desemnării sitului se află o specie protejată de  mamifere: Halichoerus grypus.
Pe lângă speciile protejate, pe teritoriul sitului au mai fost identificate 1 specie de păsări.